# Tomorrow (singolo Silverchair)
Tomorrow è il primo singolo del gruppo musicale australiano Silverchair, pubblicato nel 1994 ed estratto dall'album Frogstomp.

## Video
Sono state realizzate due videoclip per il brano; una versione diretta da Robert Hambling e una da Mark Pellington.

## Tracce
- EP/7"

1. Tomorrow – 4:25
2. Acid Rain – 3:26
3. Blind – 4:52
4. Stoned – 2:50

- CD (Europa)

1. Tomorrow – 4:27
2. Faultline (Live) (Recorded live at 'The Furnace' Newcastle and mixed at Triple J Studios Sydney) – 2:58
3. Stoned (Live) (Recorded live at 'The Furnace' Newcastle and mixed at Triple J Studios Sydney) – 2:48

## Formazione
- Daniel Johns – voce, chitarra
- Ben Gillies – batteria
- Chris Joannou – basso